# Vòng loại Giải vô địch bóng đá thế giới 2022 – Khu vực châu Âu (Bảng G)
Bảng G là 1 trong 10 bảng đấu tại vòng loại World Cup khu vực châu Âu, đóng vai trò xác định những đội giành quyền dự vòng chung kết World Cup 2022 ở Qatar. Bảng G gồm có 6 đội: Hà Lan, Thổ Nhĩ Kỳ, Na Uy, Montenegro, Latvia và Gibraltar. Các đội sẽ thi đấu vòng tròn 2 lượt sân nhà - sân khách.
Đội nhất bảng sẽ giành vé trực tiếp đến World Cup 2022, trong khi đội nhì bảng sẽ giành quyền dự vòng 2 (play-offs).

## Bảng xếp hạng
| VT | Đội        | ST | T | H | B  | BT | BB | HS  | Đ  | Giành quyền tham dự |     | Hà Lan | Thổ Nhĩ Kỳ | Na Uy | Montenegro | Latvia | Gibraltar |
| -- | ---------- | -- | - | - | -- | -- | -- | --- | -- | ------------------- | --- | ------ | ---------- | ----- | ---------- | ------ | --------- |
| 1  | Hà Lan     | 10 | 7 | 2 | 1  | 33 | 8  | +25 | 23 | FIFA World Cup 2022 |     |        | 6–1        | 2–0   | 4–0        | 2–0    | 6–0       |
| 2  | Thổ Nhĩ Kỳ | 10 | 6 | 3 | 1  | 27 | 16 | +11 | 21 | Vòng 2              |     | 4–2    |            | 1–1   | 2–2        | 3–3    | 6–0       |
| 3  | Na Uy      | 10 | 5 | 3 | 2  | 15 | 8  | +7  | 18 |                     |     | 1–1    | 0–3        |       | 2–0        | 0–0    | 5–1       |
| 4  | Montenegro | 10 | 3 | 3 | 4  | 14 | 15 | −1  | 12 |                     | 2–2 | 1–2    | 0–1        |       | 0–0        | 4–1    |           |
| 5  | Latvia     | 10 | 2 | 3 | 5  | 11 | 14 | −3  | 9  |                     | 0–1 | 1–2    | 0–2        | 1–2   |            | 3–1    |           |
| 6  | Gibraltar  | 10 | 0 | 0 | 10 | 4  | 43 | −39 | 0  |                     | 0–7 | 0–3    | 0–3        | 0–3   | 1–3        |        |           |

## Các trận đấu
Lịch thi đấu được công bố bởi UEFA vào ngày 8 tháng 12 năm 2020, một ngày sau khi bốc thăm. Giờ hiển thị là giờ châu Âu/giờ mùa hè châu Âu, được liệt kê bởi UEFA (giờ địa phương, nếu có sự khác biệt, sẽ được hiển thị trong ngoặc đơn).
| Thổ Nhĩ Kỳ                                      | 4–2                         | Hà Lan                          |
| ----------------------------------------------- | --------------------------- | ------------------------------- |
| - Yılmaz 15', 34' (ph.đ.), 81' - Çalhanoğlu 46' | Report (FIFA) Report (UEFA) | - Klaassen 75' - L. De Jong 77' |

| Gibraltar | 0–3                         | Na Uy                                         |
| --------- | --------------------------- | --------------------------------------------- |
|           | Report (FIFA) Report (UEFA) | - Sørloth 43' - Thorstvedt 45' - Svensson 57' |

| Latvia           | 1–2                         | Montenegro       |
| ---------------- | --------------------------- | ---------------- |
| J. Ikaunieks 40' | Report (FIFA) Report (UEFA) | Jovetić 41', 83' |

| Montenegro                                              | 4–1                         | Gibraltar            |
| ------------------------------------------------------- | --------------------------- | -------------------- |
| - Bećiraj 26' - Simić 43' - Tomašević 53' - Jovetić 80' | Report (FIFA) Report (UEFA) | - Styche 30' (ph.đ.) |

| Hà Lan                          | 2–0                         | Latvia |
| ------------------------------- | --------------------------- | ------ |
| - Berghuis 32' - L. de Jong 69' | Report (FIFA) Report (UEFA) |        |

| Na Uy | 0–3                         | Thổ Nhĩ Kỳ                    |
| ----- | --------------------------- | ----------------------------- |
|       | Report (FIFA) Report (UEFA) | - Tufan 4', 59' - Söyüncü 28' |

| Gibraltar | 0–7                         | Hà Lan                                                                                         |
| --------- | --------------------------- | ---------------------------------------------------------------------------------------------- |
|           | Report (FIFA) Report (UEFA) | - Berghuis 42' - L. de Jong 55' - Depay 61', 88' - Wijnaldum 62' - Malen 64' - Van de Beek 85' |

| Montenegro | 0–1                         | Na Uy         |
| ---------- | --------------------------- | ------------- |
|            | Report (FIFA) Report (UEFA) | - Sørloth 35' |

| Thổ Nhĩ Kỳ                                         | 3–3                         | Latvia                                             |
| -------------------------------------------------- | --------------------------- | -------------------------------------------------- |
| - Karaman 2' - Çalhanoğlu 33' - Yılmaz 52' (ph.đ.) | Report (FIFA) Report (UEFA) | - Savaļnieks 35' - Uldriķis 58' - D. Ikaunieks 79' |

| Latvia                                       | 3–1                         | Gibraltar             |
| -------------------------------------------- | --------------------------- | --------------------- |
| - Gutkovskis 50' (ph.đ.), 85' - Cigaņiks 89' | Report (FIFA) Report (UEFA) | - De Barr 71' (ph.đ.) |

| Na Uy         | 1–1                         | Hà Lan         |
| ------------- | --------------------------- | -------------- |
| - Haaland 20' | Report (FIFA) Report (UEFA) | - Klaassen 37' |

| Thổ Nhĩ Kỳ              | 2–2                         | Montenegro                      |
| ----------------------- | --------------------------- | ------------------------------- |
| - Ünder 9' - Yazıcı 31' | Report (FIFA) Report (UEFA) | - Marušić 40' - Radunović 90+7' |

| Latvia | 0–2                         | Na Uy                                   |
| ------ | --------------------------- | --------------------------------------- |
|        | Report (FIFA) Report (UEFA) | - Haaland 20' (ph.đ.) - Elyounoussi 66' |

| Gibraltar | 0–3                         | Thổ Nhĩ Kỳ                                      |
| --------- | --------------------------- | ----------------------------------------------- |
|           | Report (FIFA) Report (UEFA) | - Dervişoğlu 54' - Çalhanoğlu 65' - Karaman 83' |

| Hà Lan                                               | 4–0                         | Montenegro |
| ---------------------------------------------------- | --------------------------- | ---------- |
| - Depay 38' (ph.đ.), 62' - Wijnaldum 70' - Gakpo 76' | Report (FIFA) Report (UEFA) |            |

| Montenegro | 0–0                         | Latvia |
| ---------- | --------------------------- | ------ |
|            | Report (FIFA) Report (UEFA) |        |

| Hà Lan                                                            | 6–1                         | Thổ Nhĩ Kỳ    |
| ----------------------------------------------------------------- | --------------------------- | ------------- |
| - Klaassen 1' - Depay 16', 38' (ph.đ.), 54' - Til 80' - Malen 90' | Report (FIFA) Report (UEFA) | - Ünder 90+2' |

| Na Uy                                                    | 5–1                         | Gibraltar    |
| -------------------------------------------------------- | --------------------------- | ------------ |
| - Thorstvedt 23' - Haaland 27', 39', 90+1' - Sørloth 59' | Report (FIFA) Report (UEFA) | - Styche 43' |

| Gibraltar | 0–3                         | Montenegro                              |
| --------- | --------------------------- | --------------------------------------- |
|           | Report (FIFA) Report (UEFA) | - Marušić 7' - Bećiraj 44' (ph.đ.), 68' |

| Latvia | 0–1                         | Hà Lan       |
| ------ | --------------------------- | ------------ |
|        | Report (FIFA) Report (UEFA) | Klaassen 19' |

| Thổ Nhĩ Kỳ    | 1–1                         | Na Uy          |
| ------------- | --------------------------- | -------------- |
| Aktürkoğlu 6' | Report (FIFA) Report (UEFA) | Thorstvedt 41' |

| Latvia               | 1–2                         | Thổ Nhĩ Kỳ                          |
| -------------------- | --------------------------- | ----------------------------------- |
| - Demiral 70' (l.n.) | Report (FIFA) Report (UEFA) | - Dursun 76' - Yılmaz 90+9' (ph.đ.) |

| Hà Lan                                                                            | 6–0                         | Gibraltar |
| --------------------------------------------------------------------------------- | --------------------------- | --------- |
| - Van Dijk 9' - Depay 21', 45+3' (ph.đ.) - Dumfries 48' - Danjuma 75' - Malen 86' | Report (FIFA) Report (UEFA) |           |

| Na Uy                    | 2–0                         | Montenegro |
| ------------------------ | --------------------------- | ---------- |
| - Elyounoussi 29', 90+6' | Report (FIFA) Report (UEFA) |            |

| Na Uy | 0–0                         | Latvia |
| ----- | --------------------------- | ------ |
|       | Report (FIFA) Report (UEFA) |        |

| Thổ Nhĩ Kỳ                                                                     | 6–0                         | Gibraltar |
| ------------------------------------------------------------------------------ | --------------------------- | --------- |
| - Aktürkoğlu 11' - Dervişoğlu 38', 41' - Demiral 65' - Dursun 81' - Müldür 84' | Report (FIFA) Report (UEFA) |           |

| Montenegro                   | 2–2                         | Hà Lan                   |
| ---------------------------- | --------------------------- | ------------------------ |
| - Vukotić 82' - Vujnović 86' | Report (FIFA) Report (UEFA) | - Depay 25' (ph.đ.), 54' |

| Gibraltar   | 1–3                         | Latvia                                        |
| ----------- | --------------------------- | --------------------------------------------- |
| - Walker 7' | Report (FIFA) Report (UEFA) | - Gutkovskis 25' - Uldriķis 55' - Krollis 75' |

| Montenegro   | 1–2                         | Thổ Nhĩ Kỳ                   |
| ------------ | --------------------------- | ---------------------------- |
| - Bećiraj 4' | Report (FIFA) Report (UEFA) | - Aktürkoğlu 22' - Kökçü 60' |

| Hà Lan                       | 2–0                         | Na Uy |
| ---------------------------- | --------------------------- | ----- |
| - Bergwijn 84' - Depay 90+1' | Report (FIFA) Report (UEFA) |       |

## Danh sách cầu thủ ghi bàn
Đã có 104 bàn thắng ghi được trong 30 trận đấu, trung bình 3.47 bàn thắng mỗi trận đấu.
12 bàn thắng
- Memphis Depay

5 bàn thắng
- Erling Haaland
- Burak Yılmaz

4 bàn thắng
- Fatos Bećiraj
- Davy Klaassen

3 bàn thắng
- Vladislavs Gutkovskis
- Stevan Jovetić
- Luuk de Jong
- Donyell Malen
- Mohamed Elyounoussi
- Alexander Sørloth
- Kristian Thorstvedt
- Kerem Aktürkoğlu
- Hakan Çalhanoğlu
- Halil Dervişoğlu

2 bàn thắng
- Reece Styche
- Roberts Uldriķis
- Adam Marušić
- Steven Berghuis
- Georginio Wijnaldum
- Serdar Dursun
- Kenan Karaman
- Ozan Tufan
- Cengiz Ünder

1 bàn thắng
- Tjay De Barr
- Ilam Walker
- Andrejs Cigaņiks
- Dāvis Ikaunieks
- Jānis Ikaunieks
- Raimonds Krollis
- Roberts Savaļnieks
- Risto Radunović
- Marko Simić
- Žarko Tomašević
- Nikola Vujnović
- Ilija Vukotić
- Donny van de Beek
- Steven Bergwijn
- Arnaut Danjuma
- Virgil van Dijk
- Denzel Dumfries
- Cody Gakpo
- Guus Til
- Jonas Svensson
- Merih Demiral
- Orkun Kökçü
- Mert Müldür
- Çağlar Söyüncü
- Yusuf Yazıcı

1 bàn phản lưới nhà
- Merih Demiral (trong trận gặp Latvia)

## Án treo giò
Một cầu thủ sẽ bị treo giò ở trận đấu tiếp theo nếu phạm các lỗi sau đây:
- Nhận thẻ đỏ (Án phạt vì thẻ đỏ có thể được tăng lên nếu phạm lỗi nghiêm trọng)
- Nhận 2 thẻ vàng ở 2 trận đấu khác nhau (Án phạt vì thẻ vàng được áp dụng đến vòng play-offs, nhưng không áp dụng ở vòng chung kết hay những trận đấu quốc tế khác trong tương lai)

| Cầu thủ    | Đội tuyển             | Thẻ phạt                                                                 | Treo giò                                                         |
| ---------- | --------------------- | ------------------------------------------------------------------------ | ---------------------------------------------------------------- |
| Gibraltar  | Louie Annesley        | v Na Uy (24 tháng 3 năm 2021) · v Latvia (1 tháng 9 năm 2021)            | v Thổ Nhĩ Kỳ (4 tháng 9 năm 2021)                                |
| Gibraltar  | Tjay De Barr          | v Hà Lan (30 tháng 3 năm 2021) · v Thổ Nhĩ Kỳ (4 tháng 9 năm 2021)       | v Na Uy (7 tháng 9 năm 2021)                                     |
| Gibraltar  | Kyle Goldwin          | v Montenegro (27 tháng 3 năm 2021) · v Montenegro (8 tháng 10 năm 2021)  | v Hà Lan (11 tháng 10 năm 2021)                                  |
| Gibraltar  | Aymen Mouelhi         | v Na Uy (24 tháng 3 năm 2021) · v Na Uy (7 tháng 9 năm 2021)             | v Montenegro (8 tháng 10 năm 2021)                               |
| Gibraltar  | Jayce Olivero         | v Thổ Nhĩ Kỳ (13 tháng 11 năm 2021)                                      | v Latvia (16 tháng 11 năm 2021)                                  |
| Latvia     | Antonijs Černomordijs | v Montenegro (24 tháng 3 năm 2021) · v Gibraltar (1 tháng 9 năm 2021)    | v Na Uy (4 tháng 9 năm 2021)                                     |
| Latvia     | Eduards Emsis         | v Thổ Nhĩ Kỳ (30 tháng 3 năm 2021) · v Na Uy (13 tháng 11 năm 2021)      | v Gibraltar (16 tháng 11 năm 2021)                               |
| Latvia     | Vladislavs Fjodorovs  | v Thổ Nhĩ Kỳ (30 tháng 3 năm 2021) · v Na Uy (4 tháng 9 năm 2021)        | vs Montenegro (7 tháng 9 năm 2021)                               |
| Latvia     | Vladislavs Gutkovskis | v Na Uy (4 September 2021) · v Montenegro (7 tháng 9 năm 2021)           | v Hà Lan (8 tháng 10 năm 2021)                                   |
| Latvia     | Vladimirs Kamešs      | v Montenegro (24 tháng 3 năm 2021) · v Thổ Nhĩ Kỳ (30 tháng 3 năm 2021)  | v Gibraltar (1 tháng 9 năm 2021)                                 |
| Latvia     | Krišs Kārkliņš        | v Montenegro (24 tháng 3 năm 2021) · v Hà Lan (27 tháng 3 năm 2021)      | v Thổ Nhĩ Kỳ (30 tháng 3 năm 2021)                               |
| Montenegro | Uroš Đurđević         | v Thổ Nhĩ Kỳ (1 tháng 9 năm 2021) · v Latvia (7 tháng 9 năm 2021)        | v Gibraltar (8 tháng 10 năm 2021)                                |
| Montenegro | Stefan Savić          | v Thổ Nhĩ Kỳ (1 tháng 9 năm 2021) · v Hà Lan (4 tháng 9 năm 2021)        | v Latvia (7 tháng 9 năm 2021)                                    |
| Montenegro | Marko Vešović         | v Na Uy (11 tháng 10 năm 2021)                                           | v Hà Lan (13 tháng 11 năm 2021)                                  |
| Montenegro | Igor Vujačić          | v Latvia (24 tháng 3 năm 2021) · v Thổ Nhĩ Kỳ (1 tháng 9 năm 2021)       | v Hà Lan (4 tháng 9 năm 2021)                                    |
| Hà Lan     | Daley Blind           | v Latvia (27 tháng 3 năm 2021) · v Na Uy (1 tháng 9 năm 2021)            | v Montenegro (4 tháng 9 năm 2021)                                |
| Hà Lan     | Matthijs de Ligt      | v Cộng hòa Séc ở UEFA Euro 2020 (27 tháng 6 năm 2021)                    | v Na Uy (1 tháng 9 năm 2021)                                     |
| Hà Lan     | Georginio Wijnaldum   | v Thổ Nhĩ Kỳ (24 tháng 3 năm 2021) · v Thổ Nhĩ Kỳ (7 tháng 9 năm 2021)   | v Latvia (8 tháng 10 năm 2021)                                   |
| Na Uy      | Stian Gregersen       | v Thổ Nhĩ Kỳ (27 tháng 3 năm 2021) · v Montenegro (11 tháng 10 năm 2021) | v Latvia (13 tháng 11 năm 2021)                                  |
| Na Uy      | Alexander Sørloth     | v Thổ Nhĩ Kỳ (27 tháng 3 năm 2021) · v Montenegro (30 tháng 3 năm 2021)  | v Hà Lan (1 tháng 9 năm 2021)                                    |
| Na Uy      | Morten Thorsby        | v Hà Lan (1 tháng 9 năm 2021) · v Thổ Nhĩ Kỳ (8 tháng 10 năm 2021)       | v Montenegro (11 tháng 10 năm 2021)                              |
| Na Uy      | Kristian Thorstvedt   | v Thổ Nhĩ Kỳ (27 tháng 3 năm 2021)                                       | v Montenegro (30 tháng 3 năm 2021) v Hà Lan (1 tháng 9 năm 2021) |
| Thổ Nhĩ Kỳ | Ozan Kabak            | v Hà Lan (24 tháng 3 năm 2021) · v Hà Lan (7 tháng 9 năm 2021)           | v Na Uy (8 tháng 10 năm 2021)                                    |
| Thổ Nhĩ Kỳ | Orkun Kökçü           | v Gibraltar (4 tháng 9 năm 2021) · v Hà Lan (7 tháng 9 năm 2021)         | v Na Uy (8 tháng 10 năm 2021)                                    |
| Thổ Nhĩ Kỳ | Mert Müldür           | v Na Uy (27 tháng 3 năm 2021) · v Gibraltar (13 tháng 3 năm 2021)        | v Montenegro (16 tháng 11 năm 2021)                              |
| Thổ Nhĩ Kỳ | Çağlar Söyüncü        | v Hà Lan (7 tháng 9 năm 2021)                                            | v Na Uy (8 tháng 10 năm 2021)                                    |
| Thổ Nhĩ Kỳ | Yusuf Yazıcı          | v Na Uy (8 tháng 10 năm 2021) · v Latvia (11 tháng 10 năm 2021)          | v Gibraltar (13 tháng 11 năm 2021)                               |
| Thổ Nhĩ Kỳ | Burak Yılmaz          | v Hà Lan (24 tháng 3 năm 2021) · v Montenegro (1 tháng 9 năm 2021)       | v Gibraltar (4 tháng 9 năm 2021)                                 |